# Au (Gemeinde Ernstbrunn)
Au ist eine Ortschaft und eine Katastralgemeinde der Marktgemeinde Ernstbrunn im Bezirk Korneuburg in Niederösterreich. Die Ortschaft hat 98 Einwohner (1. Jänner 2024).

## Geografie
Das Dorf liegt zwischen dem Oberleiser Berg und dem Zahlberg in einer nach Südosten exponierten Lage. Durch das Dorf führt die Landesstraße L3089 und etwas südlich verläuft die Laaer Straße.

## Geschichte
Im Jahr 1822 wurde der Ort als Dorf mit 24 Häusern genannt, das nach Oberleis eingepfarrt war, wohin auch die Kinder eingeschult wurden. Die Herrschaft Niederleis besaß die Ortsobrigkeit und besorgte die Konskription. Die Landgerichtsbarkeit wurde von der Herrschaft Ernstbrunn ausgeübt. Die Untertanen und Grundholde des Ortes gehörten den Herrschaften Niederleis, Oberleis und Ernstbrunn. Laut Adressbuch von Österreich waren im Jahr 1938 in Au ein Dachdecker, ein Gastwirt und zwei Gemischtwarenhändler ansässig. Des Weiteren gab es im Ort die Milchgenossenschhaft Au und zwei Mühlen. Bis zur Eingemeindung nach Ernstbrunn war Au ein Ortsteil der damaligen Gemeinde Klement.